# ونكا (فلم)
ونكا (بالإنجليزية: Wonka) هو فيلم درامي كوميدي خيالي موسيقي لعام 2023 من إخراج بول كينج، الذي شارك في كتابة السيناريو مع سيمون فارنابي بناءً على قصة كتبها كينج. يروي الفيلم القصة الأصلية لويلي ونكا، الشخصية المركزية في رواية تشارلي ومصنع الشوكولاتة التي كتبها رولد دال عام 1964، والتي تصور أيامه الأولى كصانع شوكولاتة. الفيلم من بطولة تيموثي شالامي باعتباره الشخصية الرئيسية، مع طاقم الممثلين بما في ذلك كالاه لين، كيجان مايكل كي، باترسون جوزيف، مات لوكاس، ماثيو باينتون، سالي هوكينز، روان أتكينسون، جيم كارتر، أوليفيا كولمان، وهيو جرانت.
بدأ التطوير عندما استعادت شركة وارنر بروذرز حقوق الشخصية في أكتوبر 2016 وأعلنت أن الفيلم سيكون قصة أصلية. يروي الفيلم قصة أصلية وقد طوره كينغ ليكون "مقطوعة مصاحبة" لفيلم 1971 من خلال إعادة تأليف بعض الموسيقى والعناصر الموضوعية والتصميم المرئي لأومبا لومباس. في مايو 2021، تم التأكيد على قيام شالاميت بتصوير ونكا، وتم الإعلان عن طاقم الممثلين الداعمين في سبتمبر من ذلك العام. بدأ التصوير في المملكة المتحدة في سبتمبر، في استوديوهات وارنر براذرز، ليفيسدن، في واتفورد، وكذلك أكسفورد، لايم ريجيس، باث، سانت ألبانز، وفي قاعة ريفولي في كروفتون بارك، لندن. الأغاني الأصلية للفيلم كتبها نيل حنون، والنتيجة الأصلية كتبها جوبي تالبوت. يستكشف الفيلم موضوعات الكلاسيكية والرأسمالية والتعليق الاجتماعي والابتكار والتصميم والتحيز والتمييز.
تم عرض الفيلم لأول مرة في لندن في Royal Festival Hall Southbank Center في 28 نوفمبر 2023، وتم إصداره في المملكة المتحدة في 8 ديسمبر وفي الولايات المتحدة في 15 ديسمبر بواسطة وارنر بروذرز. تلقى الفيلم مراجعات إيجابية بشكل عام من النقاد، الذين أشادوا بأداء تشالامي والموسيقى والمرئيات، وحقق نجاحًا تجاريًا، حيث حقق 632 مليون دولار في جميع أنحاء العالم مقابل ميزانية قدرها 125 مليون دولار ليصبح ثامن أعلى فيلم من حيث الإيرادات لعام 2023. وقد حصل على ترشيح لجائزة أفضل فيلم. جائزة البافتا للفيلم البريطاني المتميز، وتم ترشيح شالامي لجائزة جولدن جلوب لأفضل ممثل - فيلم موسيقي أو كوميدي.

## قصة الفيلم
يصل ويلي ونكا، الساحر والمخترع وصانع الشوكولاتة الطموح، إلى جاليري جولميت وهو يحلم بإنشاء متجر الشوكولاتة الخاص به. من خلال استهلاك مدخراته الضئيلة، أُجبر ونكا على البقاء في منزل السيدة سكربيت بسبب بليشر، وعلى الرغم من تحذير اليتيمة نودل بشأن الحروف الصغيرة، وقع عقدًا لأنه لا يستطيع القراءة. يقدم "الشوكولاتة التي تجعل الناس يطيرون"، لكن صانعي الشوكولاتة المنافسين آرثر سلوجورث، وجيرالد برودنوز، وفيليكس فيكلجروبر يقومون بمصادرة أرباحه عن طريق رئيس الشرطة لبيعه بدون متجر.
نظرًا لعدم قدرته على دفع رسوم العقد الباهظة، تم القبض على ونكا وإجباره على العمل في مغسلة سكربيت جنبًا إلى جنب مع نودل وزملائه الأسرى اباكوس كرانش وبيبر بينز ولاري شاكلزوورث ولوتي بيل. كشف ونكا أن شغفه بالشوكولاتة ينبع من والدته الراحلة، ويعتقد ونكا أن إبداعاته قد سُرقت من قبل رجل برتقالي صغير غامض، وتوافق نودل على تعليمه كيفية القراءة. في هذه الأثناء، يقوم كبار شركات الشوكولاتة (الكارتل)، المهددين بشوكولاتة وونكا الأفضل والأكثر تكلفة، برشوة الرئيس المحب للحلوى لتخويف وونكا.
لإنتاج الشوكولاتة المميزة، يتسلل وونكا ونودل إلى حديقة الحيوان لحلب الزرافة أبيجيل، مما يلهم قصة حب بين سكريبيت وبليتشر كوسيلة لإلهاء. يكشف كرانش، الذي عمل سابقًا لدى سلاغوورث كمحاسب، أن الكارتل لديه قبو سري من الشوكولاتة، يستخدم للرشاوى للحفاظ على قوتهم. يشرع "ونكا" وعمال المغسلة في حملة لبيع الشوكولاتة للتخفيف من ديونهم، باستخدام مصارف مياه المدينة للتهرب من الشرطة. يتم بعدها الكشف عن اللص المستمر لشوكولاتة وونكا باعتباره اومبا لومبا المسمى لوفتي، الذي يسعى للانتقام منوانكا لسرقته حبوب الكاكاو التي أخذها من لومبالاند تحت مراقبته. يسجن وونكا لوفتي ، لكن لوفتي يخدع ونكا لتحريره ؛ ويضربه بمقلاة قبل أن يهرب بجرة من الشوكولاتة.
يفتح ونكا متجر الشوكولاتة الذي يحلم به. غير قادر على القبض عليه الآن بعد أن أصبح لديه متجرًا شرعيًا، يلجأ الكارتل إلى سكربيت، الذي يخرب شوكولاتة ونكا بعرق اليتي. تندلع الفوضى بين عملاء ونكا، مما أدى إلى تدمير متجره. يقبل ونكا على مضض عرض الكارتل بسداد ديون الجميع مقابل مغادرته المدينة بالقارب. تم إطلاق سراح عمال الغسيل، لكن سلاغوورث يدفع لـ سكربيت للاحتفاظ بـ نودل إلى أجل غير مسمى. يستنتج ونكا أن نودل و سلاغوورث مرتبطان ببعضهما البعض، قبل أن يدرك، مع وجود لوفتي على متنه، أن الكارتل قد قام بتجهيز القارب للانفجار. بعد الهروب من القارب وإنقاذ نودل، يبتكر ونكا وأصدقاؤه إستراتيجية للحصول على دفتر حسابات الكارتل الذي يدينهم.
باستخدام أبيجيل كإلهاء، يتسلل ونكا ونودل إلى مقر الكارتل، ليواجههما الكارتل تحت تهديد السلاح. يوضح سلاغوورث أنه بعد وفاة والد نودل، شقيقه زيبيدي، كذب على والدتها دوروثي سميث بأن نودل ماتت أيضًا، لكنه أعطى الطفل إلى سكربيت لإزالة مطالبتها بثروة العائلة. بعدها يتم احتجاز ونكا و نودل تحت تهديد السلاح وحبسهما في قبو الشوكولاتة السائلة الخاص بـ الكارتل ، وكاد أن يغرقا ، لكن لوفتي ، الذي لا يزال يسعى للحصول على تعويض من ونكا بانقاذهما.
يفضح ونكا ونودل آثام الكارتل، ويطلقان احتياطيات الشوكولاتة الخاصة بهما في نافورة المدينة، المليئة الآن بمكونات ونكا الفريدة، مما يؤدي إلى تدمير مشروع الكارتل. بينما يبتعد الكارتل ويتم القبض على الرئيس، يستمتع الجمهور بشوكولاتة ونكا. يقوم ونكا بفك غلاف آخر قطعة شوكولاتة خاصة بوالدته، ليكتشف رسالة نصها: "السر هو أن الشوكولاتة ليست هي المهمة، بل الأشخاص الذين تشاركها معهم". يتقاسم ونكا القطة مع أصدقائه الجدد، ويجمع شمل نودل مع والدتها.ثم يقوم ونكا بعد ذلك بتسوية ديونه مع لوفتي، ويشتري قلعة مهجورة ليتحول إلى مصنع الشوكولاتة الخاص به، ويكون لوفتي طاهيًا متذوقًا له.
يعود أصدقاء ونكا بسعادة إلى حياتهم القديمة بينما يتم القبض على سكربيت وبليشر.

## طاقم التمثيل
- تيموثي شالاماي دور ويلي ونكا
- كيغان-مايكل كي
- سالي هوكينز
- روان اتكينسون
- أوليفيا كولمان
- جيم كارتر
- ماثيو بينتون
- توم ديفيس
- سيمون فارنابي
- ريتش فولشر
- كوبنا هولدبروك سميث
- باترسون جوزيف
- كالة لين
- مات لوكاس
- كولين أوبراين
- ناتاشا روثويل
- راخي ذكرار
- إيلي وايت

## موسيقى
سيقوم نيل حنون ، المغني الرئيسي في فرقة The Divine Comedy ، بكتابة الأغاني الأصلية للفيلم.

## إصدار
من المقرر عرض الفيلم في 17 مارس 2023.

## روابط خارجية
- مقالات تستعمل روابط فنية بلا صلة مع ويكي بيانات